# ليونارد بيكر
ليونارد بيكر (بالإنجليزية: Leonard Baker)‏ هو مؤرخ أمريكي، ولد في 24 يناير 1931 في بيتسبرغ في الولايات المتحدة، وتوفي في 23 نوفمبر 1984 في واشنطن العاصمة في الولايات المتحدة.